# ヤマハッカ属
ヤマハッカ属（ヤマハッカぞく、学名：Isodon、シノニム：Rabdosia、和名漢字表記：山薄荷属）はシソ科の属の一つ。

## 特徴
ふつう多年草、ときに低木。葉は対生し、まれに輪生し、縁には鋸歯がある。花は6個内外が仮輪をつくり、まばらな総状花序または円錐花序をつくる。花時の萼は鐘形でほぼ等間隔に5裂するが、果時には大きくなり、上唇が3浅裂、下唇が2裂する唇形になる。花冠は筒部背面がふくらみ、上唇が3-4裂して立ち、下唇はボート状になって前に突き出す。雄蕊は4個で、うち2個が長く発達し、下方に傾いてボート状になった花冠の下唇に抱かれる。果実は分果で、卵形から楕円形になり、基部に小型の着点がある。

## 分布
世界に約100種あり、中国大陸から東南アジアを中心とし、アフリカにも2種が分布する。日本には7種ある。本属のほとんどの種間で、それぞれの自然雑種が報告されている。

## 種

### 日本に分布する種
- セキヤノアキチョウジ Isodon effusus (Maxim.) H.Hara
- ヤマハッカ Isodon inflexus (Thunb.) Kudô
- ヒキオコシ Isodon japonicus (Burm.f.) H.Hara
- アキチョウジ Isodon longitubus (Miq.) Kudô
- ミヤマヒキオコシ Isodon shikokianus (Makino) H.Hara var. shikokianus
  - タカクマヒキオコシ Isodon shikokianus (Makino) H.Hara var. intermedius (Kudô) Murata
  - サンインヒキオコシ Isodon shikokianus (Makino) H.Hara var. occidentalis Murata
- クロバナヒキオコシ Isodon trichocarpus (Maxim.) Kudô
- イヌヤマハッカ Isodon umbrosus (Maxim.) H.Hara
  - タイリンヤマハッカ Isodon umbrosus (Maxim.) H.Hara var. excisinflexus (Nakai) K.Asano
  - ハクサンカメバヒキオコシ Isodon umbrosus (Maxim.) H.Hara var. hakusanensis (Kudô) K.Asano
  - コウシンヤマハッカ Isodon umbrosus (Maxim.) H.Hara var. latifolius Okuyama
  - カメバヒキオコシIsodon umbrosus (Maxim.) H.Hara var. leucanthus (Murai) K.Asano

### 自然雑種
- コシジヤマハッカ Isodon inflexus × I. umbrosus var. excisinflexus -ヤマハッカ×タイリンヤマハッカ
- ヤマアキチョウジ Isodon × arakii Murata -ヤマハッカ×アキチョウジ
- セキヤノヒキオコシ Isodon × inamii Murata
- クロバナアキチョウジ Isodon × kurobana-akichoji Murata -アキチョウジ×クロバナヒキオコシ
- クロバナサンインヒキオコシ Isodon × kurobana-saninhikiokoshi Murata -サンインヒキオコシ×クロバナヒキオコシ
- クロバナヤマハッカ Isodon × ohwii Okuyama -ヤマハッカ×クロバナヒキオコシ
- カメバヤマハッカ Isodon × suzukii Okuyama -ヤマハッカ×カメバヒキオコシ
- タカクマアキチョウジ Isodon × takakuma-akichoji Murata
- コシジヒキオコシ Isodon × togashii Okuyama -タイリンヤマハッカ×クロバナヒキオコシ

### 国外の主な種
- マンシュウカメバヒキオコシ Isodon excisus (Maxim.) Kudô
- オオヒキオコシ Isodon serra (Maxim.) Kudô

## ギャラリー

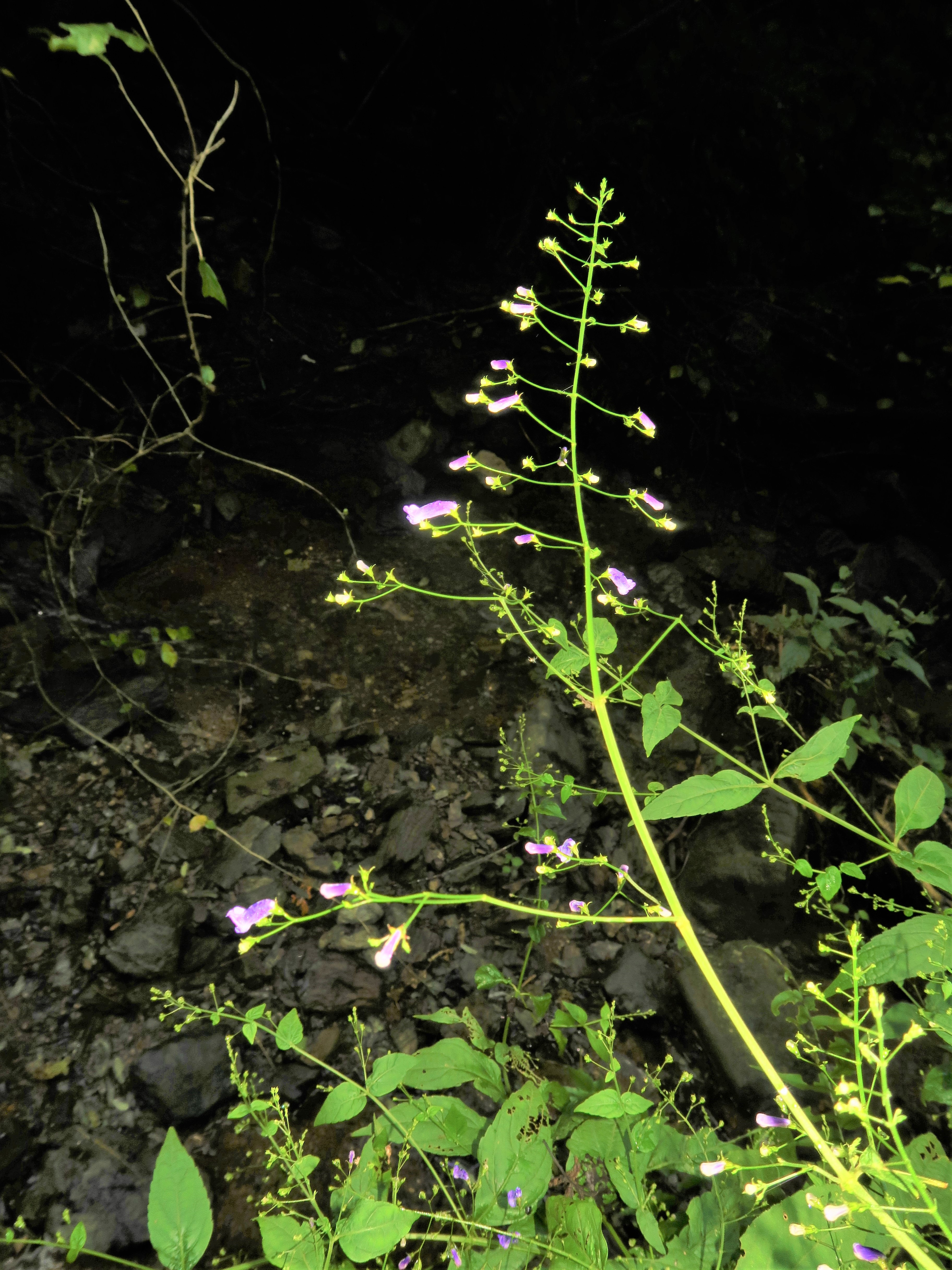
セキヤノアキチョウジ
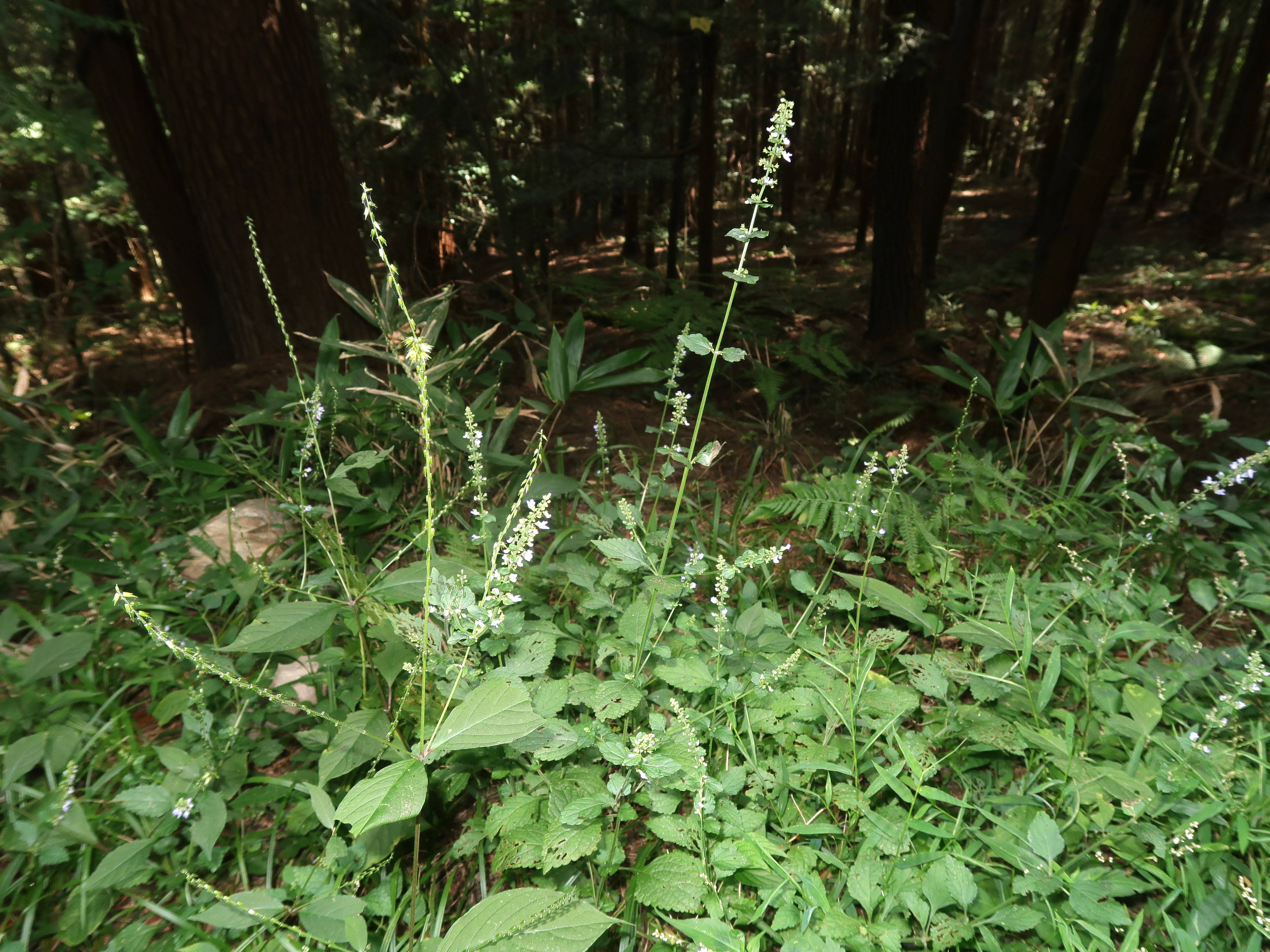
ヤマハッカ
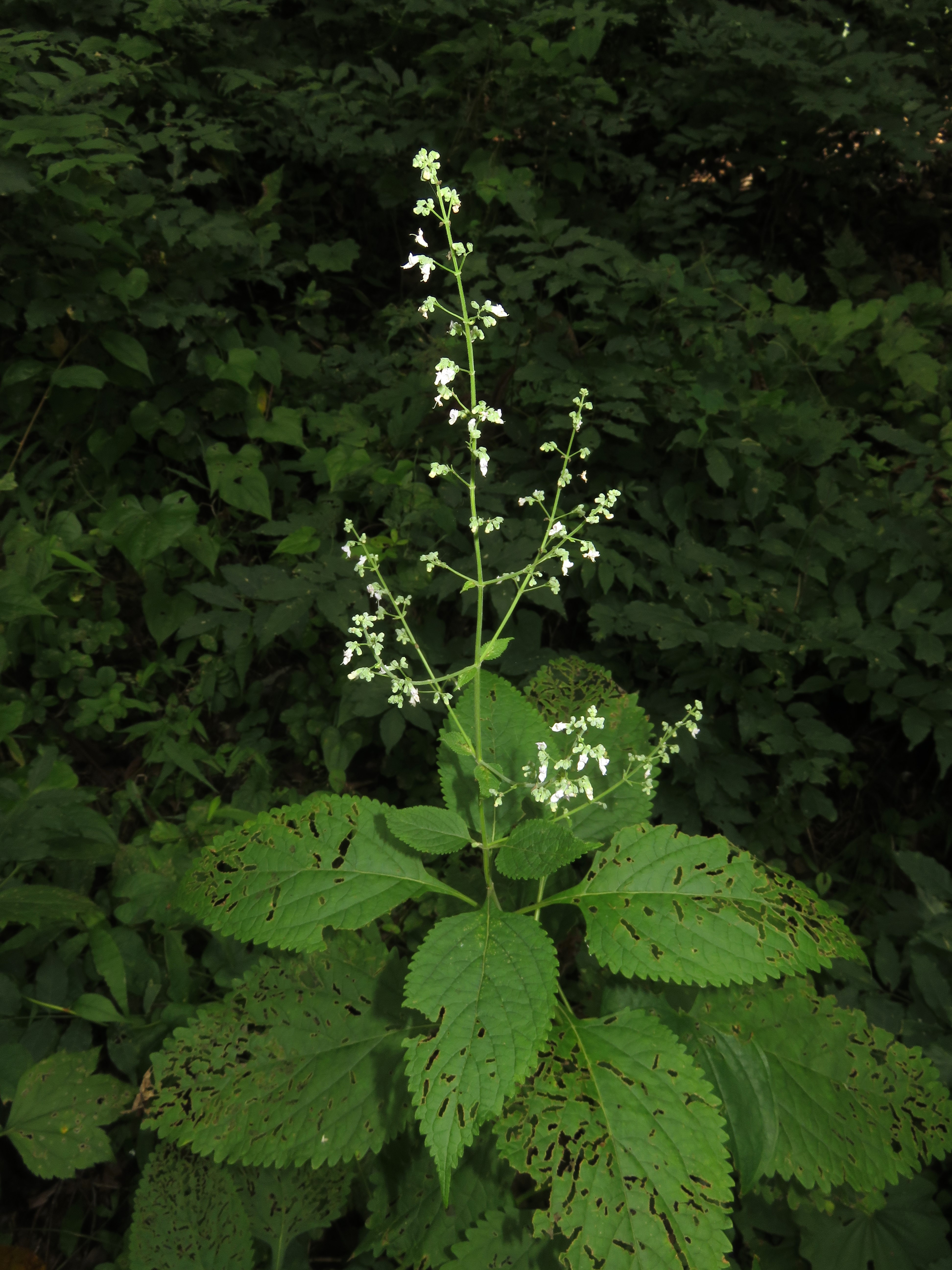
ヒキオコシ
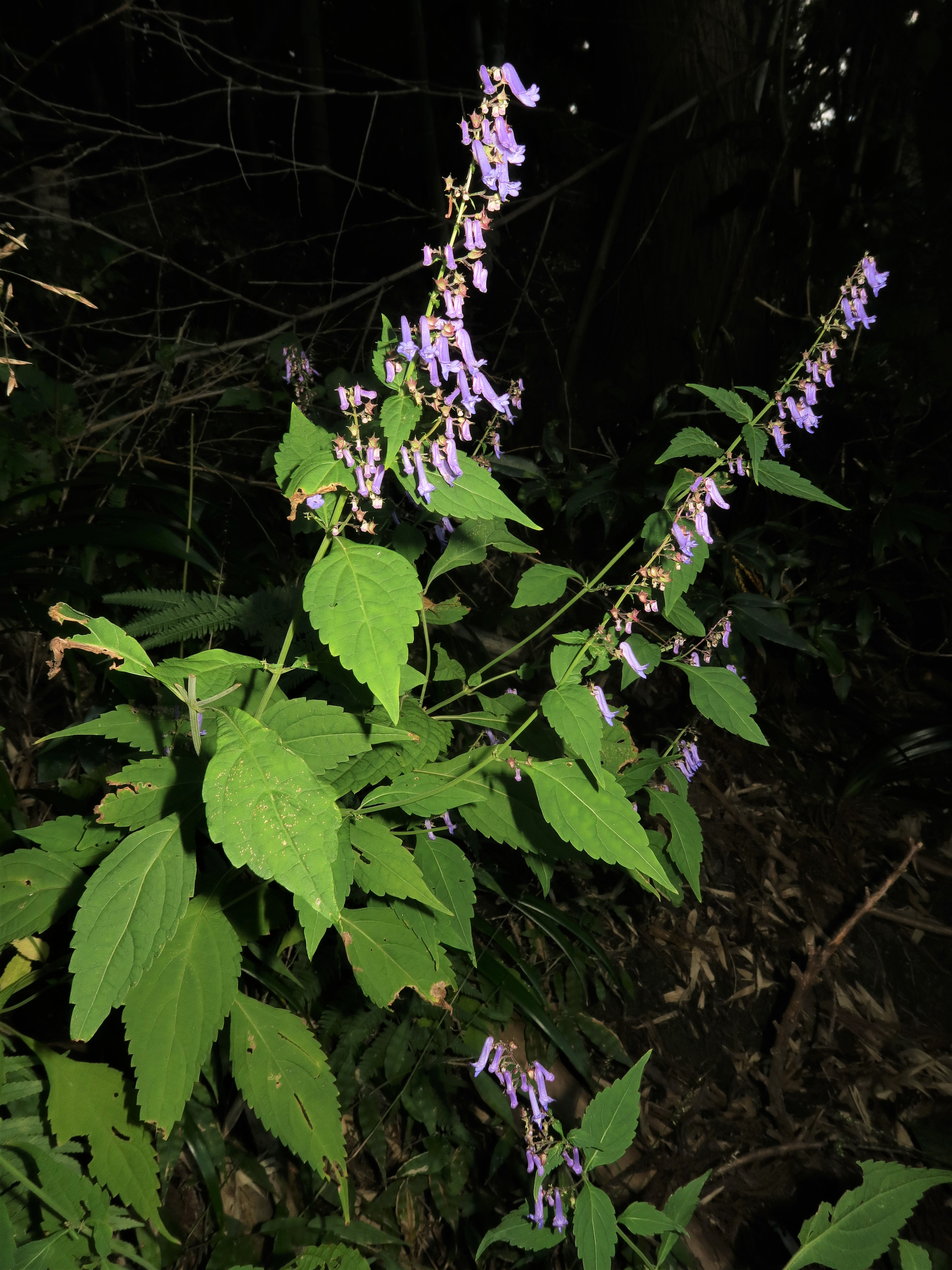
アキチョウジ
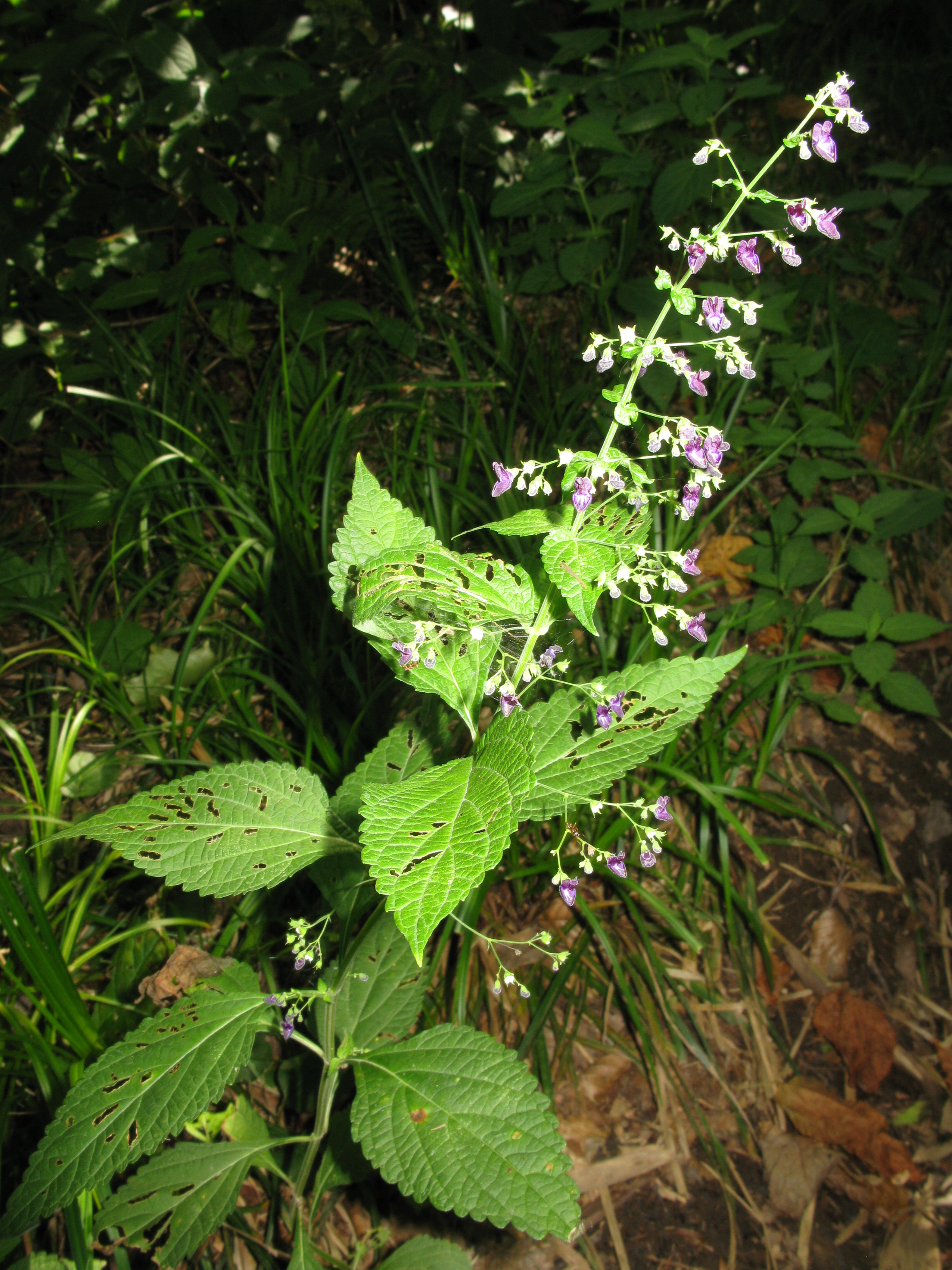
クロバナヒキオコシ